# Gelarmendala
Gelarmendala is een bestuurslaag in het regentschap Indramayu van de provincie West-Java, Indonesië. Gelarmendala telt 1116 inwoners (volkstelling 2010).